# Mirko Nišović
Mirko Nišović (ur. 2 lipca 1961 w Zemunie w Belgradzie) – kajakarz, kanadyjkarz. W barwach Jugosławii dwukrotny medalista olimpijski z Los Angeles.
Na igrzyskach startował trzykrotnie (IO 80, IO 84, IO 88). Oba medale wywalczył w 1984, płynąc w kanadyjkowej dwójce. Partnerował mu Matija Ljubek. Pod nieobecność części sportowców z Bloku Wschodniego triumfowali na dystansie 500 metrów i byli drudzy na dwukrotnie dłuższym dystansie. Na mistrzostwach świata wywalczył sześć medali: trzy złote (C-2 500 m: 1982, 1983; C-2 10 000 m: 1985), dwa srebrne (C-2 1000 m: 1982, 1985) i jeden brązowy (C-2 1000 m: 1983).